# 56e breedtegraad zuid
De 56e breedtegraad zuid is een denkbeeldige cirkel op de Aarde op 56 graden ten zuiden van de evenaar en op 34 graden ten noorden van de zuidpool.
Op deze breedtegraad liggen geen landen en eilanden. Het passeert vanaf de nulmeridiaan van west naar oost achtereenvolgens de Atlantische, de Indische, de Grote om vervolgens weer bij de Atlantische Oceaan uit te komen. Bij de overgang van de Grote naar de Atlantische Oceaan ligt Kaap Hoorn. Deze kaap ligt op slechts 2 kilometer ten noorden van de 56e breedtegraad. Kaap Hoorn wordt beschouwd als het meest zuidelijke punt van Zuid-Amerika.